# دانيال ديلجاديلو
دانيال ديلجاديلو (بالإسبانية: Daniel Delgadillo)‏ هو لاعب كرة قدم مكسيكي، ولد في 5 مارس 1994. لعب مع تامبيكو ماديرو.

## روابط خارجية
- دانيال ديلجاديلو على موقع قاعدة بيانات كرة القدم.إي يو (الإنجليزية)
- دانيال ديلجاديلو على موقع Soccerway.com (الإنجليزية)
- دانيال ديلجاديلو على موقع AS.com (الإسبانية)